# Britanski mandat za Palestino
Britanski mandat za Palestino je bilo ozemlje, sestavljeno iz Palestine (danes Izrael) in Transjordanije (danes Jordanija). 
Nastalo je po razpadu Otomanskega cesarstva na koncu 1. svetovne vojne, ko so britanske sile zasedle področje otomanske Južne Sirije.
Do leta 1920 je bilo območje pod vojaško upravo, tega leta pa je bil imenovan prvi visoki komisar za Palestino. Že leta 1918 je bila oblikovana tudi Sionistična komisija za Palestino, ki naj bi z Britanci skušala urediti pogoje za nastanek judovske države, ki je bila leta 1917 obljubljena že v Balfourjevi deklaraciji. Komisija je postala predstavnik judovskega prebivalstva v Palestini. 
Leta 1918 so se Britanske sile umaknile iz Transjordanije, ki je dobila določeno stopnjo avtonomije, vendar je ostala pod britanskim vplivom, ki se je z leti zmanjševal. Območje Transjordanije je bilo s sporazumom izvzeto iz bodoče judovske države.
Društvo narodov je leta 1922 Britancem podelilo mandat za vodenje Palestine do časa, ko bo Palestina sposobna samostojne vladavine. V tem mandatu je bila Transjordaniji že zagotovljena tudi avtonomija.
Zaradi judovskega priseljevanja je že takoj po ustanovitvi mandata prišlo do nasprotovanja Arabcev in nemirov, zaradi česar je britanska uprava v želji pomiritve arabske večine uvedla omejitve priseljevanja Judov in si posledično nakopala nasprotovanje tako arabske, kot tudi judovske strani. Leta 1936 je po seriji manjših konfliktov izbruhnila velika arabska vstaja. Med vstajo so Arabci napadali Jude in uničevali njihovo lastnino. Posledično so začele nastajati judovske milice (Hagana in Irgun), ki so izvajale povračilne napade proti Arabcem, pomagale pa so tudi Britancem pri dušenju upora.
Arabska vstaja je prinesla spoznanje, da je sožitje med Judi in Arabci malo verjetno, zato so se pojavile ideje o delitvi Palestine na judovski in arabski del. Britanci so v strahu pred ponovnimi arabskimi izgredi leta 1939 uvedli kvote priseljevanja Judov, čeprav so si v tem času mnogi Judje zaradi nasilja v Evropi in zaprtja drugih držav za begunce želeli selitve v Palestino. To je povzročilo radikalizacijo Judov, ki so začeli vse bolj nasprotovati britanski oblasti in so pričeli z ilegalnimi imigracijami. Vzporedno s temi so se pričeli tudi napadi na simbole britanske oblasti, kot so bili uradi in policijske postaje.
Druga svetovna vojna in nemško napredovanje v Severni Afriki sta povzročila strah, da bo Nemčija zasedla Palestino. V ta namen so judovske milice pričele dobivati britansko pomoč, da bi lahko sodelovale v obrambi Palestine. Proti koncu vojne so Britanci še vedno vztrajali pri kvotah priseljevanja, kar je judovske milice združilo in to je pomenilo začetek boja proti britanski oblasti.
Velika Britanija se je po koncu vojne znašla v težki gospodarski situaciji, medtem pa je podpora svetovne javnosti ustanovitvi judovske države zaradi holokavsta narasla. To je judovske voditelje spodbudilo k aktivnejšemu uporu zoper britanske sile. Britanci so izvajali operacije proti judovskim milicam, vendar so bili zaradi naraščajočih mednarodnih pritiskov dokaj omejeni in situacija je pričela postajati neobvladljiva. Svoje je leta 1947 pripomogel tudi načrtovan britanski umik iz Indije, zaradi česar britanska prisotnost na Bližnjem vzhodu zaradi zavarovanja kopenske povezave z Indijo ni bila več nujno potrebna.
Velika Britanija je leta 1947 napovedala zaključek mandata, zaradi česar je takrat novoustanovljena OZN sprejela načrt o delitvi Palestine na judovski in arabski del. Temu je sledila šestmesečna državljanska vojna v Palestini. Britanci so pričeli postopen umik iz Palestine in so se le redko vmešali med spopade med Judi in Arabci.

Britanci so napovedali umik do avgusta 1948, vendar so kasneje datum zaključka mandata prestavili na 15. maj 1948. Mandat se je uradno zaključil 14. maja 1948, naslednji dan pa je bil ustanovljen Izrael, na območje pa so vdrle vojske sosednjih arabskih držav. Po vojni med Izraelom in Arabci je bilo ozemlje Palestine razdeljeno na Izrael, Zahodni breg, ki ga je okupirala Jordanija, in Gazo, ki jo je okupiral Egipt.

## Gallery
- Prenos oblasti na britansko vladavino v Jeruzalemu
- Judovski protesti proti omejitvam priseljevanja
- Britanci zapuščajo Haifo (1948)